# Rachel Bootsma
Rachel Bootsma (n. 15 decembrie 1993, Minneapolis, Minnesota, SUA) este o înotătoare americană, medaliată olimpică. A participat la o ediție a Jocurilor Olimpice (2012) în care a câștigat două medalii de aur.